# Madone de Constantinople

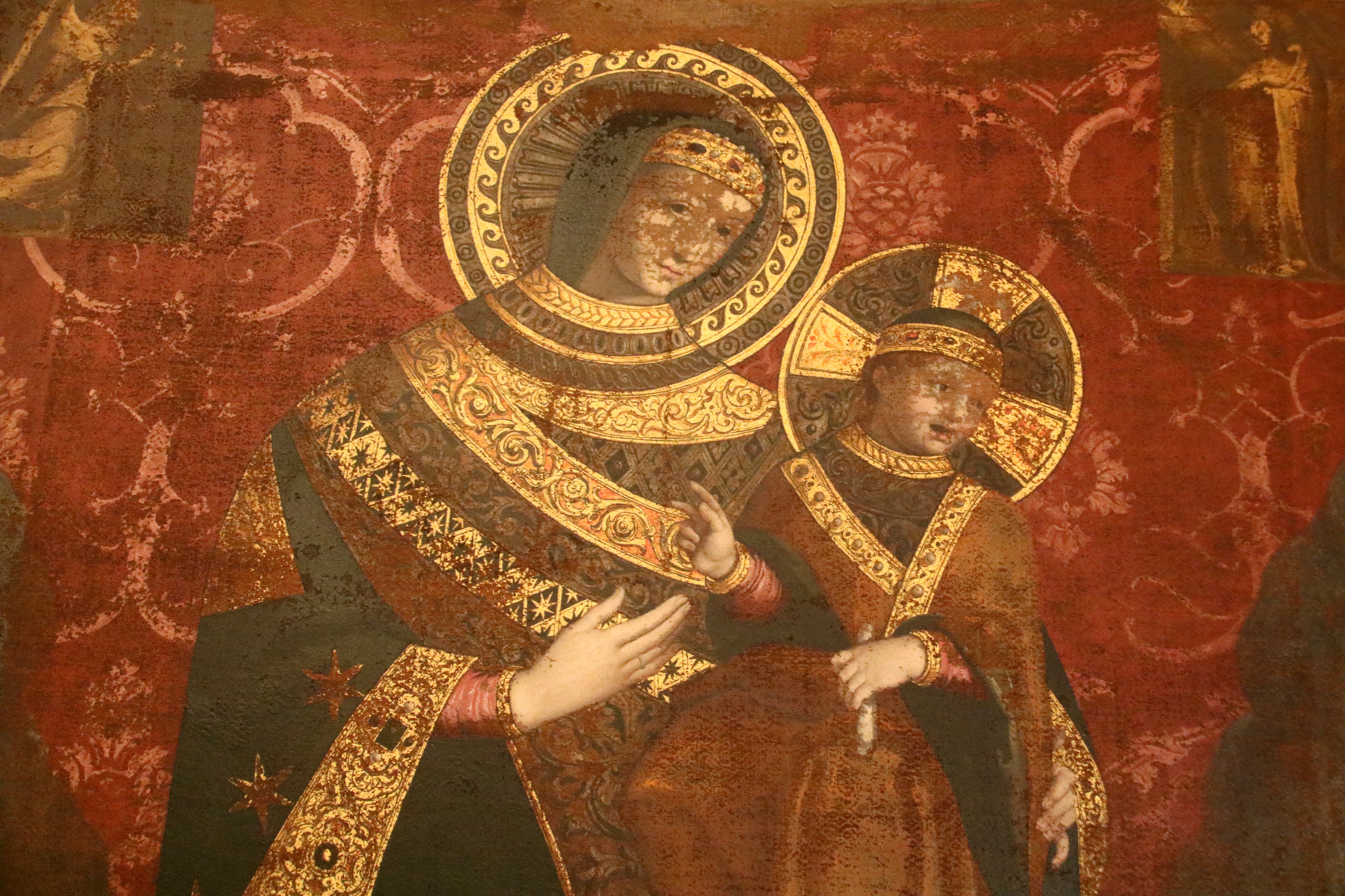
Madone de Constantinople, détail d'un tableau d'Ascensidonio Spacca (1609), musée de la ville de Bevagna en Italie.

La Madone de Constantinople est un des titres attribués à Marie, Mère de Dieu, par l'Église, en mémoire d'apparitions qui seraient survenues après son Assomption au ciel (ou sa Dormition) et qui eurent lieu à Constantinople, capitale de l'Empire romain d'Orient. 

## Iconographie
Au Ve siècle, une icône de la Vierge est réalisée à Constantinople; elle est en position d'odigitria, c'est-à-dire : « qui indique le chemin », et selon l'iconographie attribuée à saint Luc qui est de la considérée comme protectrice, en l'occurrence pour Constantinople de la cité et par extension de l'Empire et de ses habitants. La diffusion d'images d'origine ancienne est due à la croyance que, puisqu'elles ont été réalisées à des époques plus proches de la vie du Christ, elles témoignent plus directement et plus authentiquement du message de l'Évangile. De nombreuses copies sont réalisées au cours des siècles suivants, notamment autour de la Méditerranée orientale, selon la théologie orthodoxe qui considère que les copies d'une icône conservent les propriétés de l'originale. Elle inspire donc une grande dévotion populaire, non seulement en Asie mineure, mais aussi en Italie méridionale où elle est considérée, par exemple, comme ayant protégé Naples d'une épidémie de peste, alors que la ville était assiégée en 1528, pendant la Septième guerre d'Italie.

## Apparitions
L'Église catholique et les Églises orientales reconnaissent au moins quatre apparitions mariales dans l'antique capitale de l'Empire romain d'Orient.

### À LéonIerle Thrace (455)
En 455, le futur empereur d'Orient, Léon le Thrace, alors qu'il était soldat, est accompagné d'un aveugle en dehors de la ville, lorsqu'il entend tout à coup une voix venue d'en haut. Il aperçoit alors la Vierge Marie. L'apparition lui prédit sa future élection au trône impérial et la guérison de la cécité de son compagnon. Après cela, Léon fait construire une église qui lui est dédiée sur le lieu de l'apparition.

### À un jeune Israélite (552)
En 552, la Vierge serait apparue à un petit enfant israélite de Constantinople pour le protéger, avec succès, des mauvais traitements de son père violent. L'enfant et sa mère se sont fait baptiser à la suite de cet événement.

### À la population de Constantinople (626)
En 626, le patriarche Serge Ier fait appel à la population afin d'invoquer Marie avec lui pour résister au siège que les Perses font subir à la ville. Au onzième jour du siège, une Dame à l'apparence de grande noblesse, flanquée de deux servantes, se dirige vers le campement des Perses. Les assaillants la prennent pour l'impératrice en mission diplomatique ; mais la Dame disparaît après avoir dévié de sa trajectoire, ce qui provoque une bagarre dans le camp adverse et finalement les Perses lèvent le siège. La population interprète cet événement comme directement suscité par la Vierge, sous l'apparence de cette noble Dame.

### À la mère de saint Étienne le Jeune (714)
Selon l'hagiographie, les parents du futur saint, Étienne le Jeune, avaient des difficultés pour concevoir des enfants, aussi la future mère invoquait elle fréquemment Marie à l'église pour lui demander son intercession. En 714, Marie lui serait donc apparue avec ses mots: « Ta souffrance est terminée, ta prière sera exaucée. »
Un an plus tard, elle mit au monde Étienne. Il devint moine à seize ans et ensuite se fit connaître comme adversaire de l'iconoclasme. Il mourut donc en martyr en pleine période de controverse.